# Makedonski denar
Makedonski denar je službena valuta Sjeverne Makedonije. Uveden je 26. travnja 1992. i tada je bio ekvivalent jugoslavenskom dinaru iz 1990. godine. U svibnju 1993. u promet je puštena nova verzija denara koji je vrijedio kao 100 starih denara.
| Yahoo! Finance: | AUD CAD CHF EUR GBP HKD JPY USD |
| XE.com:         | AUD CAD CHF EUR GBP HKD JPY USD |